# Maurycy Frączek
Maurycy Frączek (ur. 22 września 1889 w Pisarzowej, zm. 7 maja 1915 w Sobowicach) – żołnierz I Brygady Legionów Polskich, uczestnik I wojny światowej, działacz niepodległościowy, kawaler Orderu Virtuti Militari.

## Życiorys
Urodził się 22 września 1889 w Pisarzowej, w rodzinie Ignacego i Filipiny ze Sroczyńskich. Absolwent gimnazjum w Nowym Sączu. Należał do Polskich Drużyn Strzeleckich w Nowym Targu, gdzie mieszkał i pracował jako urzędnik Powiatowej Kasy Oszczędności. Odbył jednoroczną służbę w armii austriackiej.
Od sierpnia 1914 ochotnik w Legionach Polskich. Został przydzielony do 1 pułku piechoty I Brygady Legionów Polskich. Po jej reorganizacji wcielony do 5 pułku piechoty z którym brał udział w walkach I wojny światowej.
1 stycznia 1915 został mianowany podporucznikiem piechoty. Wsławił się w bitwie pod Łowczówkiem i nad Nidą. Za tę postawę został odznaczony Orderem Virtuti Militari.
6 maja 1915 w czasie inspekcji wysuniętej placówki dowodzonego przez Frączka III plutonu 2. kompanii II batalionu został ciężko ranny. Zmarł w nocy z 6 na 7 maja. Był kawalerem.

## Ordery i odznaczenia
- Krzyż Srebrny Orderu Wojskowego Virtuti Militari nr 6467 – pośmiertnie, 17 maja 1922[4][1][3][5]
- Krzyż Niepodległości[3]